# 多感様式
多感様式（たかんようしき、ドイツ語: Empfindsamer Stil、英語: sensitive style）は、18世紀後半のドイツ語圏で発達した作曲様式である。「率直で自然な」感情表現を重んじ、突然の気分の変化が特徴的である。
バロック音楽の情緒論への反撥として発展した。代表的な作曲家にカール・フィリップ・エマヌエル・バッハがいる。彼が1753年に出版した『クラヴィーア奏法』第1巻の言葉「音楽家が聴衆の感情を動かすには、自分自身も感情を動かされなければならない」は、彼の音楽様式を表す言葉として知られる。
エマヌエル・バッハの音楽はシュトルム・ウント・ドラング期のハイドンや、ベートーヴェンに多大な影響を与えた。ただし近年では、表現衝動の激しさゆえに、ヴィルヘルム・フリーデマン・バッハも代表的旗手と見なされるようになりつつある。